# Janzenella innupta
Janzenella innupta – gatunek błonkówki z infrarzędu owadziarek, jedyny z monotypowego rodzaju Janzenella i monotypowej rodziny Janzenellidae. Owad neotropikalny, znany z Kostaryki oraz z datowanej na przełom oligocenu i miocenu inkluzji w bursztynie dominikańskim.

## Taksonomia i ewolucja
|  | \| \| Geoscelionidae \| \| \| \| \| \| Nixoniidae \| \| \| \| |
|  |                                                               |
|  | Sparasionidae                                                 |
|  |                                                               |
|  | Geoscelionidae                                                |
|  |                                                               |
|  | Nixoniidae                                                    |
|  |                                                               |

|  | Geoscelionidae |
|  |                |
|  | Nixoniidae     |
|  |                |

|  | Neuroscelionidae                                                 |
|  |                                                                  |
|  | \| \| Janzanellidae \| \| \| \| \| \| Platygastridae \| \| \| \| |
|  |                                                                  |
|  | Janzanellidae                                                    |
|  |                                                                  |
|  | Platygastridae                                                   |
|  |                                                                  |

|  | Janzanellidae  |
|  |                |
|  | Platygastridae |
|  |                |

|  | Neuroscelionidae                                                 |
|  |                                                                  |
|  | \| \| Janzanellidae \| \| \| \| \| \| Platygastridae \| \| \| \| |
|  |                                                                  |
|  | Janzanellidae                                                    |
|  |                                                                  |
|  | Platygastridae                                                   |
|  |                                                                  |

|  | Janzanellidae  |
|  |                |
|  | Platygastridae |
|  |                |

|  | \| \| Geoscelionidae \| \| \| \| \| \| Nixoniidae \| \| \| \| |
|  |                                                               |
|  | Sparasionidae                                                 |
|  |                                                               |
|  | Geoscelionidae                                                |
|  |                                                               |
|  | Nixoniidae                                                    |
|  |                                                               |

|  | Geoscelionidae |
|  |                |
|  | Nixoniidae     |
|  |                |

|  | Neuroscelionidae                                                 |
|  |                                                                  |
|  | \| \| Janzanellidae \| \| \| \| \| \| Platygastridae \| \| \| \| |
|  |                                                                  |
|  | Janzanellidae                                                    |
|  |                                                                  |
|  | Platygastridae                                                   |
|  |                                                                  |

|  | Janzanellidae  |
|  |                |
|  | Platygastridae |
|  |                |

|  | Neuroscelionidae                                                 |
|  |                                                                  |
|  | \| \| Janzanellidae \| \| \| \| \| \| Platygastridae \| \| \| \| |
|  |                                                                  |
|  | Janzanellidae                                                    |
|  |                                                                  |
|  | Platygastridae                                                   |
|  |                                                                  |

|  | Janzanellidae  |
|  |                |
|  | Platygastridae |
|  |                |

Rodzaj i gatunek typowy opisane zostały po raz pierwszy w 2007 roku przez Lubomíra Masnera i Normana F. Johnsona na łamach „American Museum Novitates”. Opisu dokonano na podstawie okazów odłowionych  latach 80. XX wieku. Jako lokalizację typową wskazano Park Narodowy Santa Rosa w kostarykańskiej prowincji Guanacaste. Nazwę rodzajową nadano na cześć biologa Daniela H. Janzena. Epitet gatunkowy oznacza po łacinie „dziewicza” i odnosi się do braku samców w materiale typowym.
Autorzy oryginalnego opisu umieścili ów gatunek w szeroko rozumianej rodzinie Scelionidae; zwrócili jednak uwagę na liczne cechy unikalne na tle całej nadrodziny Platygastroidea i przypuszczali bazalną pozycję Janzenella, niezwiązaną z żadną z dużych radiacji w obrębie czy to Scelionidae czy Platygastridae. W 2021 roku Andrew D. Austin i Norman F. Johnson wprowadzili dla omawianego gatunku nową, monotypową rodzinę Janzenellidae na łamach „Systematic Entomology” w publikacji współautorstwa Chen Huayana i innych. Dokonali tego w ramach rewizji systematyki Platygastroidea przeprowadzonej na podstawie wyników molekularno-morfologicznej analizy filogenetycznej. Na drzewach uzyskanych w analizie czterogenowej oraz czterogenowo-morfologicznej metodą największej wiarygodności Janzenellidae zajęły pozycję bazalną względem Platygastridae, tworząc z nimi klad siostrzany dla Neuroscelionidae, natomiast z uwagi na stan materiału omawiany takson nie został uwzględniony w analizie filogenomicznej.
Janzenella innupta oprócz lokalizacji typowej znana jest także z pojedynczej inkluzji w bursztynie dominikańskim, datowanej na przełom oligocenu i miocenu. Miejsce odnalezienia bursztynu nie jest znane.

## Morfologia
Błonkówka o ciele długości około 1,3 mm, silnie spłaszczonym grzbietobrzusznie, ubarwionym ciemnobrązowo z parą białawych kropek nad żuwaczkami, żółtymi spodami większości członów czułków oraz żółtymi odnóżami. Na pierwszy rzut oka przypominać może przedstawicieli płaszczykowatych lub Telenominae.
Głowa jest w widoku grzbietowym półtorakrotnie szersza niż dłuższa, w widoku przednim zaś nieco niższa niż szeroka. Ma skórzasto mikrorzeźbione ciemię, płaskie do słabo sklepionego czoło, bardzo mały, trójkątny nadustek, krótkie i gwałtownie ku tyłowi opadające policzki, krótkie i grube żuwaczki o trzech ustawionych pionowo i zbliżonych rozmiarami ząbkach, zbudowane z dwóch walcowatych członów głaszczki szczękowe, jednoczłonowe głaszczki wargowe oraz płaski most hypostomalny. Nie występują żeberka orbitalne, nadpotyliczne i potyliczne, ani wyrostek międzyczułkowy. Pole malarne jest bardzo długie, a bruzd malarnych brak. Odległość między przyoczkami bocznymi a oczami złożonymi jest większa niż średnica tych pierwszych. Czułki buduje 11 członów, z których dziewięć tworzy biczyk.
Mezosoma jest wyraźnie dłuższa niż szeroka w widoku grzbietowym i wyraźnie dłuższa niż wysoka w widoku bocznym. Przedplecze ma zaokrąglone kąty przednio-boczne, nieco skórzastą i kołnierzowato wyciągniętą w przód powierzchnię przednią, płaskie do słabo wypukłych powierzchnie boczne oraz pozbawioną szczecinek bruzdę szyjną. Wykształcone jest żeberko epomialne poziome, brak zaś pionowego. Nie występują netrion, skafion, linie parapsydalne czy notaluli. Mniej więcej tak szeroka jak długa lub dłuższa niż szersza tarcza śródplecza jest w zarysie półowalna. Szersza niż dłuższa, niemal płaska i nieuzbrojona jest tarczka śródplecza. Mezepisternity pozbawione są linii transepisternalnych. Wykształcony jest szew mezepimeralny. Axillae uległy redukcji do formy bocznych dołków. Na paskowato zwężonym zapleczu brak wyróżnialnego dorsellum. Metapleury mają części przednio-brzuszne zaokrąglone, nieodcięte od reszty żeberkiem, zaokrąglone krawędzie tylne oraz powierzchnię gładką z wyjątkiem siateczkowatej części nad tylnymi biodrami. Użyłkowanie skrzydła przedniego cechuje się żyłką radialną nieoddzieloną przerwą od żyłek bardziej odsiebnych, drobną, niemal punktową żyłką marginalną (C+R) oraz wyrastającą z niej, bardzo krótką, niewiele dłuższą od odcinka żyłki radialnej za rozwidleniem żyłką stygmalną (r-rs); żyłki postmarginalnej brak. Odnóża są stosunkowo krótkie i smukłe. Golenie tylnej pary mają po dwóch, a pozostałych par po jednej ostrodze. Stopy wszystkich par są pięcioczłonowe, o niezmodyfikowanych pazurkach. Tylne odnóża cechują się lekko nabrzmiałymi udami i obecnością przedudzi. Pozatułów ma dość grubo siateczkowane, pozbawione żeberek podłużnych boki i szeroko zaokrąglony tylny brzeg.
Metasoma jest stosunkowo słabo zesklerotyzowana i luźno segmentowana. Widocznych jest sześć tergitów i siedem sternitów. Szwy między tergitami oraz między sternitami są niezmodyfikowane; na przednich krawędziach segmentów brak jest dużych dołków. Tergity od pierwszego do trzeciego są zbliżonych długości. Laterotergity są bardzo szerokie i pozbawione listewek submarginalnych, zaś laterosternitów nie ma wcale. Pierwszy sternit nie jest ku przodowi wyciągnięty między biodra, a sternit siódmy ma głębokie wykrojenie na szczycie z parą brzuszno-bocznych apodem. Przysadki odwłokowe mają formę kikutowatą.

## Biologia i ekologia
Błonkówka ta prawdopodobnie jest idiobiontycznym parazytoidem zewnętrznym jaj stawonogów, jak to ma miejsce u innych Platygastroidea, jednak jej żywiciel pozostaje nieznany. Silnie spłaszczone ciało owada sugeruje, że porażane przez niego jaja składane są w skrytych, ciasnych mikrosiedliskach. Brak samców przy jednocześnie licznym materiale samic odłowionym do pułapek Malaise’a wskazywać może, że są one bezskrzydłe lub pozostają w ciągu dorosłego życia blisko jaj żywiciela. Alternatywnym wyjaśnieniem jest występowanie u J. innupta partenogenezy teliotokicznej, jest ona jednak rzadkim zjawiskiem wśród Platygastroidea.
Owad neotropikalny, znany tylko z Kostaryki. Spotykany w suchych lasach liściastych oraz w środowiskach zaburzonych ludzką działalnością. Osobniki dorosłe aktywne są w porze suchej.